# 골뱅이표

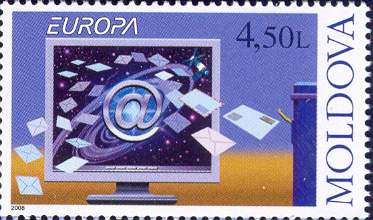

@ 또는 골뱅이표는 아스키의 64번째 부호로, 현대에는 전자 우편 주소를 표기할 때 주로 쓰인다. 영어로는 at sign(앳 사인)이라고 부르며 흔히 at(앳)이라고 읽는다. 한국에서는 흔히 골뱅이표 또는 골뱅이라고 부른다.
전자우편 주소 표기에 널리 사용되기 이전에는 미국과 유럽에서 영어 단어 at과  뜻인 일반적인 상업부호로 사용되었다. 예를 들어 사과 15개가 2달러인 경우 장부에 간략하게 "apple 15 @ 2$"로 기입하였다.
2004년에 모스 부호에 포함되었고, 콤마트(commat)라는 명칭을 얻게 되었다. 모스 부호로는 A와 C의 연타(.--.-.)로 표시한다.
X(구 트위터) 등에서는 누군가에게 답장을 쓸 때 "OO에게"라는 의미로 사용자이름 앞에 @를 쓴다. (예: @사용자이름)
스페인어권 국가에서는 의미는 같지만 성별을 나타내기 위해 a와 o로 끝나는 단어를 동시에 나타내는 데에도 사용한다. (예: extranjer@)

## 언어별 명칭
언어권마다 @을 부르는 방법은 다양하다.
- 네덜란드어 - apestaart (원숭이 꼬리)
- 노르웨이어 - grisehale (돼지 꼬리)
- 덴마크어 - snabel (코끼리 코)
- 독일어 - Klammeraffe (거미 원숭이)
- 러시아어 - собака (사바까: 작은 개)
- 바스크어 - bildua (동그란 a)
- 불가리아어 - кльомба (클렴빠: 뜻 없음) 또는 маймунско A (마이문스꼬: 원숭이 A)
- 일본어 - 単価記号 (단가 기호) 또는 アットマーク (at mark의 일본어 발음)
- 이탈리아어 - chiocciola (달팽이)
- 중국어
  - 중국 본토: 艾特 (영어 at의 음역어) 또는 花a(꽃모양 a)
  - 타이완: 小老鼠 (작은 쥐)
- 체코어 - zavinac (청어 절임)
- 핀란드어 - kissanhäntä (고양이 꼬리)
- 한국어 - 골뱅이, 앳, 동그람 에이(인쇄용어)
- 헝가리어 - kukac (벌레)
- 말레이시아어 - lion (사자)
- 폴란드어 - małpa (원숭이)
- 히브리어 - שטרודל (슈트루 델)

## 유니코드
| 미리 보기              | @             | @             | ＠                      | ＠                      | ﹫                  | ﹫                  |
| ---------------------- | ------------- | ------------- | ----------------------- | ----------------------- | ------------------- | ------------------- |
| 유니코드 이름          | COMMERCIAL AT | COMMERCIAL AT | FULLWIDTH COMMERCIAL AT | FULLWIDTH COMMERCIAL AT | SMALL COMMERCIAL AT | SMALL COMMERCIAL AT |
| 인코딩                 | 10진          | 16진          | 10진                    | 16진                    | 10진                | 16진                |
| 유니코드               | 64            | U+0040        | 65312                   | U+FF20                  | 65131               | U+FE6B              |
| UTF-8                  | 64            | 40            | 239 188 160             | EF BC A0                | 239 185 171         | EF B9 AB            |
| 수치 문자 참조         | &#64;         | &#x40;        | &#65312;                | &#xFF20;                | &#65131;            | &#xFE6B;            |
| ASCII and extensions   | 64            | 40            |                         |                         |                     |                     |
| EBCDIC (037, 500, UTF) | 124           | 7C            |                         |                         |                     |                     |
| EBCDIC (1026)          | 174           | AE            |                         |                         |                     |                     |
| Shift JIS              | 64            | 40            | 129 151                 | 81 97                   |                     |                     |
| EUC-JP                 | 64            | 40            | 161 247                 | A1 F7                   |                     |                     |
| EUC-KR / UHC           | 64            | 40            | 163 192                 | A3 C0                   |                     |                     |
| GB 18030               | 64            | 40            | 163 192                 | A3 C0                   | 169 136             | A9 88               |
| Big5                   | 64            | 40            | 162 73                  | A2 49                   | 162 78              | A2 4E               |
| EUC-TW                 | 64            | 40            | 162 233                 | A2 E9                   | 162 238             | A2 EE               |
| LaTeX                  | \MVAt         | \MVAt         |                         |                         |                     |                     |

## 같이 보기
- ASCII
- 아나키스트들의 상징
- 유니코드